# 王毓宝
王毓宝（1926年12月19日—2021年6月10日），女，天津人，中国曲艺家，天津时调创始人，国家级非物质文化遗产代表性传承人，中国曲艺家协会会员，天津市曲艺家协会理事，中国农工民主党党员。曾荣获中国金唱片奖、中国曲艺牡丹奖终身成就奖。

## 生平
1926年农历十一月十五日，生于天津市区石桥西胡同，为家里第五个孩子。1938年，因父难以出演，为贴补家用，正式登台演出。1953年，进入天津广播曲艺团。同年，以《摔西瓜》为代表作创立了天津时调这一曲种。1956年春，与刘志凯结婚。1958年，在首届全国曲艺会演中以一曲《翻江倒海》闻名全国。20世纪60年代初，王毓宝拜师天津市红桥区曲艺团的时调老艺人姜二顺。文革期间，被下放，在恢复演出后，一曲《大寨步步高》唱响全国。2003年，获中国金唱片奖演员奖。2008年，获中国曲艺牡丹奖终身成就奖。
2021年6月10日，逝世于天津，享年95岁。

## 家庭
- 父亲：王振清，油漆匠，曲艺票友。
- 丈夫：刘志凯，天津人，生于1923年9月，初在天津纺织管理局工作，1954年调往石家庄工作。1980年初，与人对调回津。1984年11月24日早晨8时，在天津站天桥上突发心脏病，尽管有好心人将其及时送到天津市第一医院，但仍因心肌梗塞而逝世。
- 兄：
  - 王殿元，曲艺弦师。
  - 王殿英，戏法演员。
- 儿子：
  - 王大海，京东大鼓演员，一级演员，1968年下乡至内蒙古呼伦贝尔盟科右前旗，1972年考入长春市曲艺团，与刘威搭档说相声。1987年拜师董湘昆，学习京东大鼓。
  - 刘小凯，一级演奏员，于天津市曲艺团工作[6]。